# Antigène carcinoembryonnaire
Pour les articles homonymes, voir ACE et CEA.

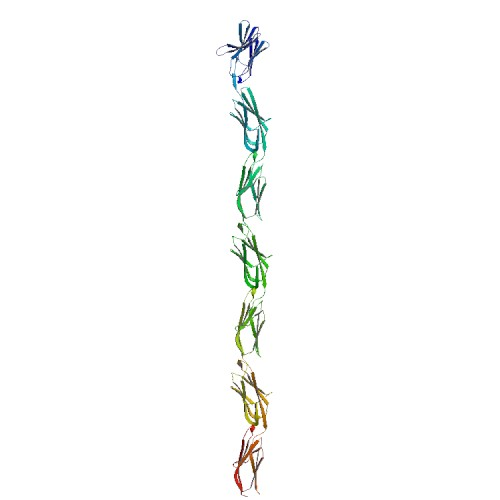
Protein structure image

Un antigène carcinoembryonnaire (ACE ; en anglais carcinoembryonic antigen, CEA) est une glycoprotéine impliquée dans l'adhésion cellulaire. Normalement, les ACE sont produits dans les tissus gastrointestinaux au cours du développement fœtal, puis leur production cesse avant la naissance. De ce fait, les ACE ne sont présents qu'à faibles doses (environ 2 à 4 ng/mL) dans le sang des adultes en bonne santé.
Toutefois, le taux sérique d'ACE augmente dans certains types de cancer, et chez les gros fumeurs.
L'ACE a été identifié pour la première fois en 1965 dans des extraits tissulaires de cancer du côlon humain par Samuel O. Freedman et Phil Gold à Montréal,. 
Plus tard[Quand ?], on a découvert que le sérum d'individus atteints de carcinome colorectal ou autre présentait un taux d'ACE plus élevé que celui des individus sains. De ce fait, le taux sérique d'ACE peut être utilisé comme marqueur tumoral. Il n'est toutefois pas fiable pour le diagnostic car tous les cancers ne produisent pas de hauts niveaux d'ACE. En revanche, le niveau d'ACE revient à la normale dans les 6 semaines suivant une intervention positive, ce qui peut être utilisé pour le suivi thérapeutique de la réponse à un traitement du cancer du côlon, la persistance d'un taux élevé indiquant un risque plus important de récidive. Toutefois, cette dernière pouvant survenir sans augmentation de l'ACE, le dosage seul ne suffit pas comme seul examen de surveillance. Son dosage dans des fluides abdominaux (péritonéal) ou cérébrospinaux permet d'apprécier la dissémination. 
L'ACE est exprimé aussi avec d'autres maladies (BPCO, cirrhose, maladie de Crohn) et chez les gros fumeurs.
L'ACE et les gènes apparentés de la famille de l'ACE (ACE, CA 125, CA 15.3, CA 19.9, etc.) appartiennent à la superfamille des immunoglobulines. Ce sont des glycoprotéines qui s'ancrent sur le glycosylphosphatidylinositol (GPI) de la surface des cellules et dont les glycoformes sialofucosylées spécialisées servent de coordinat aux L-sélectines et E-sélectines du cancer du côlon, et qui peuvent jouer un rôle déterminant dans la dissémination des métastases,,. 
Immunologiquement, elles sont caractérisées comme membre de la classe de différenciation CD66 . Ces protéines incluent CD66a, CD66b, CD66c, CD66d, CD66e, CD66f.
Chez les humains, la famille des antigènes carcinoembryonnaires comprend 29 gènes, dont 18 sont exprimés normalement. Les gènes suivants encodent des protéines d'adhésion cellulaire associées aux antigènes  carcinoembryonnaires :
CEACAM1,
CEACAM3,
CEACAM4,
CEACAM5,
CEACAM6,
CEACAM7,
CEACAM8,
CEACAM16,
CEACAM18,
CEACAM19,
CEACAM20,
CEACAM21.